# Hiroyuki Aoki
Pour les articles homonymes, voir Aoki.
Hiroyuki Aoki, né en 1936 à Yokohama, est un artiste et karatéka japonais.

## Biographie
On sait peu de choses de l'enfance d'Hiroyuki Aoki. L’essentiel provient d’un petit fascicule non publié, rédigé par l’un de ses  élèves de la première heure, Shiko Hokali à partir de ses conversations avec Hiroyuki Aoki. D’après Shiko Hokali, Hiroyuki Aoki aurait été un enfant chétif, timide et doux jouant en solitaire avec de petits animaux et aimant particulièrement dessiner son entourage. En butte aux tracasseries des autres garçons, il ne se défendait jamais. Doté d'une extrême sensibilité, il aurait eu des dons de prémonition ainsi que des dons hypnotiques.
La Seconde Guerre mondiale a profondément marqué son enfance : il a en effet perdu sa mère, un frère et une sœur lors des bombardements américains de Yokohama. D’après Shiko Hokali, ces évènements dramatiques auraient inspiré plus tard à Hiroyuki Aoki le désir de trouver un moyen de ranimer chez les hommes la confiance et l’espoir et de faire en sorte qu’il n’y ait plus jamais de guerres.
De par sa faible constitution et en raison de ses malheurs familiaux, il aurait conçu un fort sentiment d'infériorité et d'inutilité de la vie et aurait souvent pensé à mourir à cette époque. Intellectuellement précoce, il lisait beaucoup. Un jour alors qu'il ouvrait une bible au hasard, il tomba sur le passage suivant : « S'il faut me glorifier, je me glorifierai de mes faiblesses ». Compte tenu de son état d'esprit, cette phrase lui fit l'effet d'une révélation. Il s'intéressa au christianisme et, y trouvant l'espoir qui lui manquait, s'y convertit à l'âge de 15 ans. Cette démarche était inhabituelle à l’époque : les Chrétiens formaient une minorité peu appréciée au Japon.
À 21 ans, passionné par la recherche et l'expression de la beauté, il avait décidé de se consacrer à l'art. Comme ses activités para-universitaires au sein d'un club de théâtre nécessitaient qu'il devînt physiquement plus résistant, il chercha à s'inscrire dans un club de gymnastique. N'en trouvant pas dans l'université, il s'inscrivit au club de karaté.
Une dureté confinant au sadisme régnait au sein de ce club, comme dans beaucoup d'autres au Japon. Sans le conseil d'un prêtre qui lui suggéra que « les lumières de la Bible devaient être portées là où elles étaient nécessaires », il aurait abandonné très rapidement. Heureusement pour lui, son « calvaire » prit fin avec l'arrivée d'un nouvel instructeur : Shigeru Egami, maître de l’école de karaté Shotokai. Il devint rapidement capitaine de l'équipe de karaté et  assistant de Shigeru Egami.  
Toutefois Hiroyuki Aoki n’était pas totalement satisfait par le karaté. Épris d’un idéal de liberté, de beauté et de paix, il était à la recherche d’une nouvelle discipline qui, tout en se situant dans la lignée des arts martiaux, soit représentative de son époque. Durant plusieurs années, avec un groupe de pratiquants de haut niveau, il s’investit dans un travail d’étude approfondi qui passait par des pratiques physiques intensives, l’expérimentation de nombreuses techniques de méditation bouddhiste, animiste ou de médecine chinoise. En parallèle, le groupe étudiait également les arts traditionnels et s’inspira passionnément des œuvres des plus grands artistes contemporains. 
À l’issue de cette intense période de recherches et développement, les découvertes d’Hiroyuki Aoki étaient tellement radicales qu’elles ne pouvaient être intégrées dans les écoles de karaté existantes. Il fut donc amené à créer à la fin des années 1960 sa propre école, le Sogo-budo Renmei, qui devient ensuite le Shintaido. 
Créateur prolifique, Hiroyuki Aoki, continue de développer des sous-ensembles de techniques. À partir  de  ses katas de base: Tenshingoso, Eiko, Hikari, il a ainsi créé un programme complet de sabre (Kenjutsu), de bâton long (Bojutsu), de bâton court (Jojutsu) et de karaté. Il a également été amené à développer des techniques spécifiques destinées aux personnes âgées ou à celles qui souhaitent une pratique plus douce de façon à rendre le Shintaido accessible à tous.
Hiroyuki Aoki pratique également la calligraphie. 
Il dirige aujourd'hui l'institut Tenshin consacré à l'étude de la calligraphie, de la méditation et, depuis 2008, du Kenjutsu. 